# For The Kingdom (álbum)
For the Kingdom es un EP de la banda de power metal Unisonic. Cuenta con una pista del álbum 'Light Of Dawn', una canción exclusiva y cuatro canciones en vivo grabadas durante el festival Masters of Rock del 2012. Fue lanzado el 23 de mayo de 2014, la portada fue diseñada por Martin Haeusler.

## Canciones
| N.º | Título                     | Letras          | Música             | Duración |  |
| 1.  | «For The Kingdom»          | Dennis Ward     | Ward               | 4:58     |  |
| 2.  | «You Come Undone»          | Ward            | Ward               | 3:48     |  |
| 3.  | «Unisonic» (en vivo)       | Ward/Kai Hansen | Mandy Meyer/Hansen | 6:00     |  |
| 4.  | «Never Too Late» (en vivo) | Hansen          | Hansen             | 4:36     |  |
| 5.  | «Star Rider» (en vivo)     | Ward/Hansen     | Ward               | 4:07     |  |
| 6.  | «Souls Alive» (en vivo)    | Ward            | Meyer              | 5:53     |  |

## Créditos
- Michael Kiske - Voz
- Kai Hansen - Guitarra, coros
- Mandy Meyer - Guitarra
- Dennis Ward - Bajo, coros
- Kosta Zafiriou - Batería

### Músico de sesión
- Günter Werno -Teclados en pistas 1 y 2